# Физешђармат
Физешђармат (мађ. Füzesgyarmat) је мањи град у жупанији Бекеш у Мађарској.

## Географија
IМесто лежи на површини од 127.41 km2 и има популацију од 5.774 становника (2014).

## Историја

### Јеврејска заједница
У селу је живела јеврејска заједница од почетка 19. века док га нацисти нису уништили током Холокауста. Године 1880. у месту је живео 171 Јевреј, а до 1930. године већ их је живело 230. Синагога је изграђена 1929. године и постоји до данас и служи као школа.

## Демографија
Године 2001. 99% градског становништва се изјаснило као Мађари, а 1% као Роми.
Током пописа 2011. године, 84,1% становника се изјаснило као Мађари, 1,7% као Роми, 0,2% као Немци и 0,2% као Румуни (15,9% се није изјаснило, због двојног идентитета, укупан број може бити већи на 100 %).
Са верске тачке гледишта, становништво Физешђармата је прилично хомогено, претежно реформати, са мањим бројем унитариста и римокатолика. Реформисани имају скоро 90% верског становништва. Цркве све три цркве се сматрају културном баштином.
У 2011. години верска дистрибуција је била следећа: римокатолици 7%, реформисани 25,3%, лутерани 0,2%, неденоминациони 43,2% (22,5% се није изјаснило).